# Иноземцев, Владимир Владимирович
Влади́мир Влади́мирович Инозе́мцев (укр. Володимир Володимирович Іноземцев; 25 мая 1964, Красный Луч, Луганская область — 4 февраля 2020) — советский и украинский легкоатлет, специалист по тройному прыжку. Выступал за сборные СССР и Украины по лёгкой атлетике в конце 1980-х — начале 1990-х годов, обладатель бронзовой медали Игр доброй воли в Сиэтле, серебряный призёр Кубка мира, многократный победитель и призёр первенств всесоюзного значения, действующий рекордсмен Украины в тройном прыжке на открытом стадионе и в помещении.

## Биография
Владимир Иноземцев родился 25 мая 1964 года в городе Красный Луч Ворошиловградской области Украинской ССР.
Начал заниматься лёгкой атлетикой в 1980 году, представлял спортивное общество «Динамо» (Киев) и Профсоюзы (Луганск). Первый тренер Виктор Гусев, который долгое время тренировал в родном городе. Проходил также подготовку под руководством заслуженного тренера СССР Владимира Андреевича Федорца.
Впервые заявил о себе на всесоюзном уровне в сезоне 1986 года, когда в тройном прыжке выиграл серебряную медаль на зимнем чемпионате СССР в Москве.
В 1989 году одержал победу на зимнем чемпионате СССР в Гомеле. Попав в состав советской сборной, выступил на чемпионате мира в помещении в Будапеште, где в той же дисциплине занял итоговое четвёртое место. На летнем чемпионате СССР в Горьком так же превзошёл всех соперников и завоевал золотую награду, показав при этом лучший результат мирового сезона — 17,62 метра. Принимал участие в Кубке мира в Барселоне, став вторым после американца Майка Конли.
В июне 1990 года на соревнованиях в Братиславе установил рекорд СССР в тройном прыжке на открытом стадионе, который так и не был никем превзойдён, и ныне действующий национальный рекорд Украины — 17,90 метра. Спустя две недели с результатом 17,63 победил на чемпионате СССР в Киеве. Участвовал в Играх доброй воли в Сиэтле — здесь прыгнул на 17,06 метра и стал бронзовым призёром.
В феврале 1991 года на международном турнире в Стокгольме установил ныне действующий национальный рекорд Украины в закрытых помещениях — 17,53 метра.
После распада Советского Союза Иноземцев остался действующим спортсменом и продолжил принимать участие в крупнейших международных стартах в составе украинской национальной сборной. Так, в 1993 году он стал чемпионом Украины в тройном прыжке, представлял Украину на чемпионате мира в Штутгарте — на предварительном квалификационном этапе показал результат 16,84 и в финал не вышел.
В 1994 году победил на чемпионате Украины в помещении.
Завершил спортивную карьеру по окончании сезона 1998 года.
Умер 4 февраля 2020 года в возрасте 55 лет.